# Alim-Louis Benabid
Alim-Louis Benabid (Grenoble, 2 de maio de 1942) é um neurocirurgião francês. É professor emérito de biofísica da Universidade Joseph Fourier.

## Biografia
Filho de um médico da Argélia, Benabid declarou que não foi fácil decidir entre estudar física ou medicina. Graduado em medicina em 1970 com doutorado em física em 1978, ambos pela Universidade Joseph Fourier.
Em 2016 venceu o Prémio Europeu do Inventor, na categoria de Investigação, para a qual estavam nomeados Elvira Fortunato e Rodrigo Martins, investigadores da Universidade Nova de Lisboa.
Benabid venceu com uma proposta de impulsos elétricos para tratar Parkinson.
Alim Louis Benabid é filho de Ahmed Benabid de Bordj Zemoura (Wilaya de Bordj Bou Arreridj) que veio estudar medicina em Grenoble e uma de enfermeira francesa; Ele tem dois irmãos. Entre 1946 e 1956,  passou sua infância na Argélia. Quando a guerra da Argélia explodiu, ele foi abrigado com um de seus irmãos em amigos na cidade de Grenoble. 
Possui PhD em Física desde 1970 e Ph.D. em Física desde 1978. Foi Professor de Biofísica na Universidade Joseph Fourier de 1989 a 2004, Chefe de Neurocirurgia do Centro Hospitalar Universitário de Grenoble Alps e Diretor do " Neurociência pré-clínica "do INSERM. Em 1999, tornou-se membro do Institut universitaire de France2. Desde setembro de 2007, é Professor Emérito de Biofísica da Universidade Joseph Fourier e Conselheiro Científico do CEA (DRT). Ele é Cavaleiro da Legião de Honra desde 31 de dezembro de 2001 e membro da Académie des Sciences desde 19 de novembro de 20023.
Seu trabalho deu origem a numerosas publicações científicas. É membro da Sociedade de Neurocirurgia Francesa, da Sociedade Européia de Stereotaxia e Neurocirurgia Funcional, da Society for Neurosciences, da Sociedade de Biofísica, da Sociedade Francesa de Neurociências, da Sociedade de Distúrbios do Movimento, a Associação Americana de Cirurgiões Neurológicos e o Congresso de Cirurgiões Neurológicos ".
Em abril de 2016, recebeu o Prêmio do Inventor Europeu4 pela pesquisa sobre a doença de Parkinson5. Ele já ganhou o Prêmio Lasker em 2014 e o Prêmio Avançado por seu trabalho sobre Estimulação Cerebral Profunda.

## Trabalhos

### Cirurgia Estereotáxica
O professor Benabid trabalhou em tumores cerebrais e movimentos anormais para os quais desenvolveu cirurgia estereotáxica.
Ele desenvolveu métodos cirúrgicos, incluindo métodos estereotáxicos, incluindo biópsias estereotáxicas de tumores para fins de diagnóstico e pesquisa. Ele criou com seus bancos de tecido da equipe obtidos por essas biópsias que permitiram caracterizar os tumores cerebrais pelo mapeamento oncogênico. Estudos genômicos e proteômicos demonstraram os fatores envolvidos na progressão do tumor e levaram a avanços terapêuticos, como fatores anti-angiogênicos3.

### Estimulação cerebral profunda
Alim Louis Benabid também desenvolveu, para pacientes com doença de Parkinson grave, a implantação de eletrodos de estimulação no parênquima cerebral, localizado precisamente e permitindo induzir uma corrente elétrica de alta freqüência (100 a 200). Hz). Nessas freqüências, a estimulação é inibitória e atinge o mesmo efeito que uma lesão, mas de forma gradual e reversível, portanto, mais segura9.
Desde 1987, a estimulação cerebral profunda (SCP) nos gânglios basais mostrou que pode produzir os mesmos efeitos que as lesões que foram utilizadas para o tratamento de movimentos anormais. Esta pesquisa foi realizada conjuntamente com Pr Pierre Pollak, neurologista do Hospital Universitário de Grenoble.
Um seguimento de 12 meses mostrou que a estimulação cerebral bilateral profunda de núcleos subtalâmicos melhora significativamente os sintomas motores de pacientes parkinsonianos sem tratamento e discinesia para pacientes sob levodopa. As melhorias são estáveis ao longo do tempo, mesmo por mais de cinco anos, e podem reduzir o tratamento médico.
Alim Louis Benabid, em outubro de 2001, consultou o Comitê Consultivo Nacional de Ética (CCNE) sobre as implicações éticas do desenvolvimento de novas aplicações desse tratamento. Em junho de 2002, o CCNE deu sua luz verde de princípio ao estabelecer limites rígidos. Com relação a outras possíveis aplicações (depressão severa resistente ao tratamento, psicose esquizofrênica resistente ao tratamento, etc.), o Comitê tem reservas na ausência de novos estudos. Em todos os casos, a supervisão rigorosa dessas práticas, o estabelecimento de um comitê de controle e a aceitação do tratamento pelo paciente são essenciais. Essas restrições devem, de acordo com CCNE, evitar o risco de deriva.
O interesse científico nesta técnica é muito alto. No 3º Fórum Europeu sobre Neurociências em julho de 2002, o professor Benabid lembrou que os pesquisadores se referiram a uma ampla gama de aplicações potenciais em casos tão variados como epilepsia, diferentes formas de distonia e obesidade devido a um mau funcionamento endócrino. O professor também mencionou possíveis aplicações preventivas:
"[...] Experimentos também estão em andamento para considerar maneiras de usar esta técnica para desenvolver métodos neuroprotetores. Este último poderia ser usado para prevenir lesões do sistema nervoso e, portanto, distúrbios neurológicos. "

### Distinções e Prêmios
- EDF Electricity-Health Prize (1994)
- Prêmio de Medicina e Biologia do Comitê de Radiação Francês (1997)
- PCL Biomedical Research Award da Academia de Ciências (1998)
- Prêmio para o trabalho científico da Fundação Nacional para a Promoção do Desenvolvimento da Saúde e da Pesquisa (Argélia, 1999)
- Prêmio Jean Valade da Fundação de França (1999)
- Membro do Institut universitaire de France (1999) 10
- Prêmio Klaus Joachim Zülch da Gertrud Reemtsma Foundation (Colônia, 2000)
- Prêmio Científico 2000 da Fundação Internacional Neurobionica (Hanover, 2000)
- Prêmio Cotzias da Sociedade Espanhola de Neurologia (Barcelona, 2000)
- Sherrington Medal da Royal Society of Medicine (Londres, 2002)
- Prêmio Instituto de Ciência e Pesquisa em Saúde e Saúde (2002)
- Prêmio da Fundação Betty e David Koetser (Zurique, 2002)
- Prêmio Dingebauer da Sociedade Alemã de Neurologia (2002)
- Honorário M.D. de NUI Galway, Irlanda (2005)
- Medalha Spiegel e Wycis (2005)
- Prêmio Matmut para Inovação Médica e Fundação para o Futuro (2006)
- Prêmio James Parkinson (2007)
- Victor Horsley Award (2007)
- Prêmio de pesquisa sobre transtornos do movimento da Academia Americana de Neurologia (2008)
- Prêmio Inserm de Honra (2008)
- Vitória da Medicina (2008) no quadro do Jubileu da CHU, com Pr Pierre Pollak11
- Prêmio Albert Lasker para Pesquisa Médica Clínica (2014) 12
- Prêmio inovador, categoria Ciências da Vida (2015) 13
- European Inventor Award 2016, Research Categoria 4
- Prêmio Zülch (2000)
- Prêmio Lasker-DeBakey de Pesquisa Médico-Clínica (2014)
- Breakthrough Prize in Life Sciences (2015)
- Prémio Francês do inventor - categoria de investigação (2016)

### Condecorações
- Cavaleiro das Palmas Acadêmicas

- Cavaleiro da Legião de Honra

## Condecorações
- Prêmio Zülch (2000)
- Prêmio Lasker-DeBakey de Pesquisa Médico-Clínica (2014)
- Breakthrough Prize in Life Sciences (2015)
- Prémio Francês do inventor - categoria de investigação (2016)

## [1]Ver também
- Doença de Parkinson
- Cirurgia estereotáxica